# Cabo Chidley
O cabo Chidley é um cabo na costa oriental da ilha Killiniq, no Canadá, ficando no extremo nordeste da península do Labrador. O cabo fica na fronteira entre a província de Terra Nova e Labrador e o território de Nunavut. É o extremo norte do Labrador. A localidade mais próxima do cabo Chidley é Port Burwell. A ilha Killiniq fica separada da América do Norte continental pelo estreito de McLelan. As montanhas Torngat estão dispersas ao longo da costa de Labrador e terminam na ilha Killiniq. As ilhas do Cabo Chidley ficam a norte do cabo.
Foi assim chamado pelo explorador inglês John Davis em 1 de agosto de 1857 em homenagem ao seu amigo e colega explorador John Chidley.
Em 22 de outubro de 1943, o submarino alemão U-537 chegou à costa mesmo a sul do cabo Chidley e fundou a estação meteorológica Kurt para recolher dados sobre o tempo.

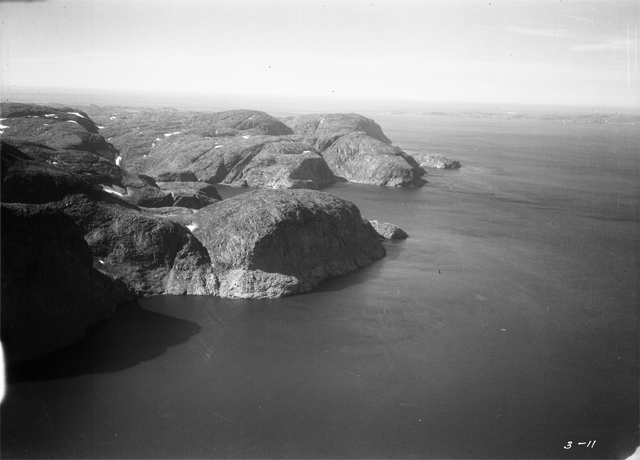
Vista aérea dos penhascos do cabo Chidley com as ilhas Button ao fundo